# Área metropolitana de Varsovia
El área metropolitana de Varsovia consiste en la ciudad de Varsovia y en una serie de localidades menores ubicadas en el voivodato de Mazovia (Polonia).
En total, el área metropolitana de Varsovia se extiende por una superficie de 1.877 km² y cuenta con una población de 3,10 millones de habitantes, de los cuales 28 y 72% corresponden a la ciudad de Varsovia, respectivamente. Tiene una densidad de población de 1.262 hab/km².
Es la segunda área metropolitana por población de Polonia, detrás de la conurbación de Silesia Superior

## Composición
El área metropolitana de Varsovia se compone de la ciudad de Varsovia y de 27 pequeñas ciudades y municipios ubicados a su alrededor (entre las que destacan las ciudades de Piaseczno, Pruszków y Legionowo), como se muestra en la tabla siguiente.
| Distrito (Powiat)               | Municipio           | Superficie (en km²) | Población(1) |
| ------------------------------- | ------------------- | ------------------- | ------------ |
| Mazovia                         |                     |                     |              |
| —                               | Varsovia            | 517,90              | 1.702.139    |
| Distrito de Warszawski Zachodni | Łomianki            | 38,06               | 22.155       |
| Distrito de Warszawski Zachodni | Izabelin            | 64,98               | 10.133       |
| Distrito de Warszawski Zachodni | Stare Babice        | 63,49               | 15.541       |
| Distrito de Warszawski Zachodni | Ożarów Mazowiecki   | 71,34               | 20.847       |
| Distrito de Pruszkowski         | Piastów             | 5,83                | 23.290       |
| Distrito de Pruszkowski         | Pruszków            | 19,15               | 55.371       |
| Distrito de Pruszkowski         | Michałowice         | 34,88               | 15.709       |
| Distrito de Pruszkowski         | Raszyn              | 43,89               | 19.843       |
| Distrito de Pruszkowski         | Brwinów             | 69,16               | 21.571       |
| Distrito de Piaseczyński        | Piaseczno           | 128,22              | 63.828       |
| Distrito de Piaseczyński        | Konstancin-Jeziorna | 78,28               | 23.337       |
| Distrito de Otwocki             | Józefów             | 23,92               | 18.609       |
| Distrito de Otwocki             | Otwock              | 47,33               | 43.388       |
| Distrito de Otwocki             | Karczew             | 81,49               | 15.897       |
| Distrito de Otwocki             | Wiązowna            | 102,12              | 9.989        |
| Distrito de Miński              | Sulejówek           | 19,51               | 18.648       |
| Distrito de Miński              | Halinów             | 63,09               | 12.728       |
| Distrito de Wołomiński          | Ząbki               | 11,13               | 24.716       |
| Distrito de Wołomiński          | Zielonka            | 79,23               | 17.238       |
| Distrito de Wołomiński          | Kobyłka             | 20,05               | 18.104       |
| Distrito de Wołomiński          | Wołomin             | 59,52               | 49.688       |
| Distrito de Wołomiński          | Marki               | 26,03               | 23.710       |
| Distrito de Legionowski         | Legionowo           | 13,60               | 51.033       |
| Distrito de Legionowski         | Jabłonna            | 64,55               | 13.531       |
| Distrito de Grodziski           | Podkowa Leśna       | 10,10               | 3.844        |
| Distrito de Grodziski           | Milanówek           | 13,52               | 15.784       |
| Distrito de Grodziski           | Grodzisk Mazowieski | 107,03              | 37.702       |
| TOTAL                           | TOTAL               | 1.877,40            | 2.368.373    |

- (1) - Datos del 31.12.2006, tomados del informe estadístico de población de la Oficina Central de Estadísticas Polaca, Główny Urząd Statystyczny

- Datos: Q3502537